# Kunstgras

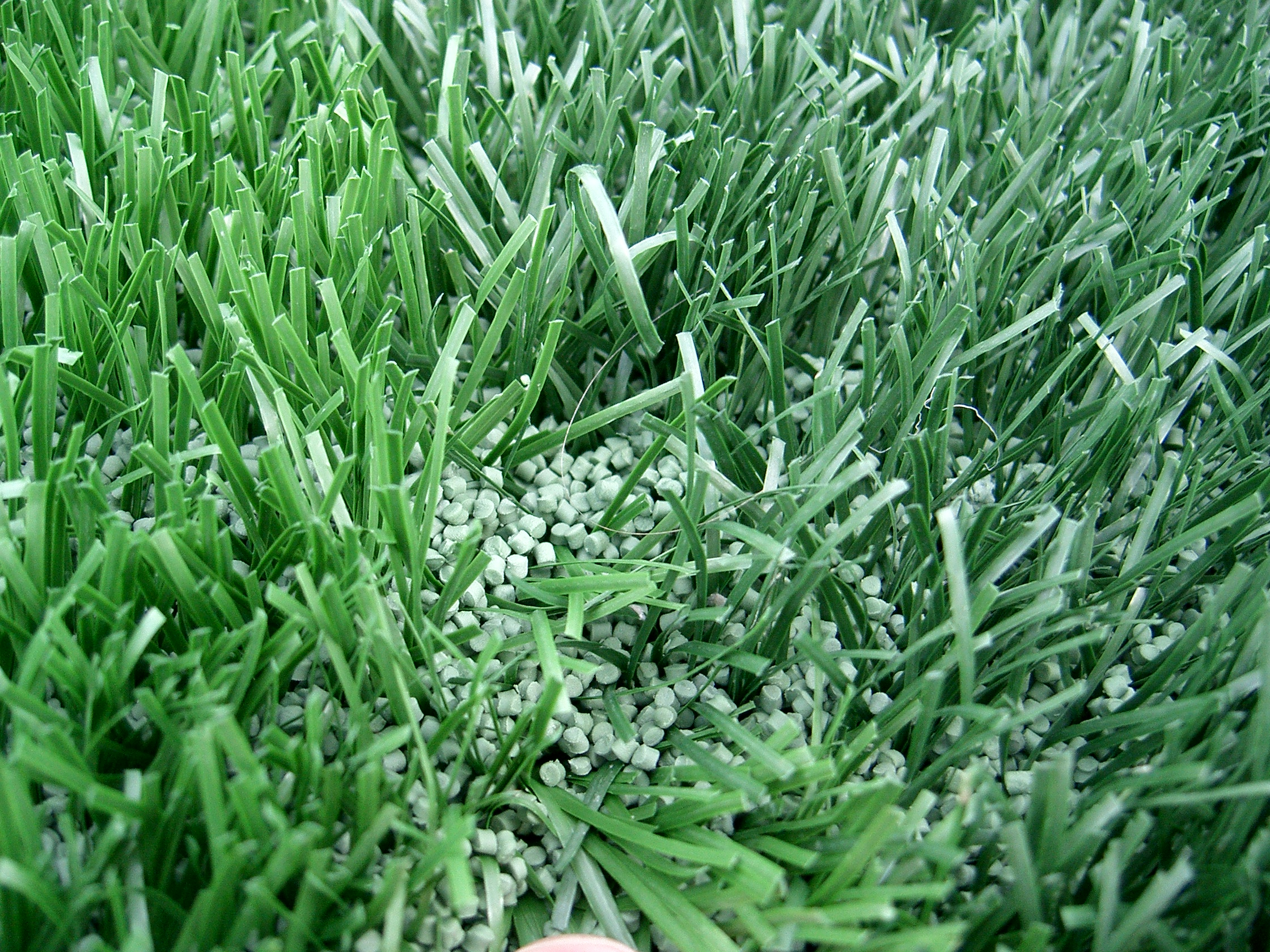
Modern kunstgras met rubberkorrels

Kunstgras is een kunstmatig alternatief voor gras en wordt onder meer in de sportwereld toegepast als natuurlijk gras niet toereikend wordt geacht. Dit kan bijvoorbeeld het geval zijn als het gras niet goed kan gedijen omdat het veld beschut of binnen ligt. Nederland telt zo'n 2000 kunstgrasvelden met rubberkorrels.
Veel verschillende sporten als hockey, honkbal, softbal, voetbal, korfbal, tennis, golf en football kunnen op kunstgras worden gespeeld. Kunstgras kan ook toegepast worden in woon- en werkomgevingen, zoals in tuinen, op (dak)terrassen en rond zwembaden. Koninklijke Ten Cate uit Almelo is een van de belangrijkste producenten.

## Typen
Voor sportvelden zijn er verschillende soorten kunstgras in de handel. Deze verschillen door de gebruikte garens en door de vulling die kan bestaan uit bijvoorbeeld zand, rubber of kurk. Voor de tuin, balkon of dakterras zijn andere kwaliteiten beschikbaar. Deze behoeven geen inzanding of rubberen granulaat.
Er zijn SBR-korrels (Styreen-Butadieen-Rubber) op basis van gemalen autobanden en EPDM-korrels (Ethyleen-Propyleen-Dieen Rubber) op basis van nieuwe grondstoffen die veiliger zouden zijn. Echter behoeven de EPDM-korrels een nabehandeling met UV-stabilisatoren en anti-oxidanten om een langere levensduur dan vijf jaar voor buitengebruik te bewerkstelligen.
Met kunstgrasgarens kunnen grassprieten worden nagemaakt.

## Voordelen
Kunstgrasvelden behoeven weinig onderhoud en zijn veelal redelijk slijtvast.
Afhankelijk van de toepassing kan worden gekozen voor een passende graslengte en -dikte, evenals een gewenste kleur. Zo werd in 2012 tijdens de Olympische Zomerspelen in Londen op een blauwe kunstgrasmat gehockeyd vanwege de verwachting dat de bal op het televisiescherm beter te volgen zou zijn; de reacties gaven echter geen aanleiding dit experiment voort te zetten.

## Nadelen

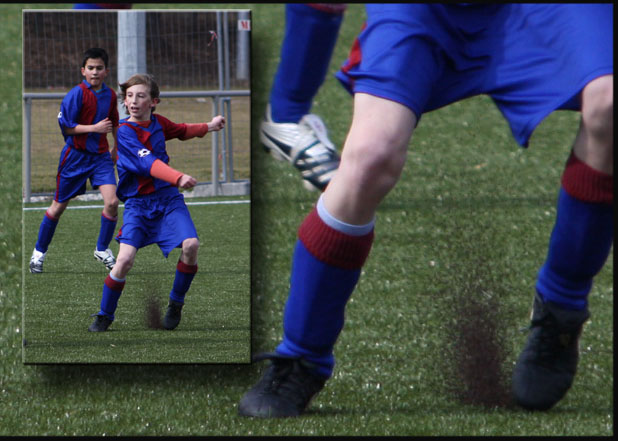
Voetballen op kunstgras

### Spelervaring
Omdat kunstgras uit kunststof bestaat treedt er meer wrijving op bij slidings en dergelijke, wat voor brandwonden kan zorgen. Sporters, waaronder voetballers, geven aan dat ze het niet als 'echt' ervaren vanwege de geur en vorm. Ook kan er competitievervalsing ontstaan wanneer niet alle clubs op eenzelfde (kunst)grasmat spelen.

### Sproeien
Watervelden en semi-watervelden bij hockey dienen besproeid te worden. Als dit te weinig gebeurt kan een veld niet veilig bespeeld worden en sneller slijten. Als er vaak wordt gesproeid kunnen de kosten voor een vereniging behoorlijk oplopen.

### Gezondheidsrisico's
Sinds 2006 is er in Nederland aandacht voor de gezondheidsrisico's. In dat jaar ontstond commotie bij gebruikers van kunstgrasvelden met rubberkorrels, omdat de rubberkorrels kankerverwekkende PAK's bevatten. Onderzoek van het Nederlandse Rijksinstituut voor Volksgezondheid en Milieu (RIVM) wees uit dat er dermate weinig PAK's vrijkomen dat geen sprake is van een gezondheidsrisico. In 2016 ontstonden twijfels over de kwaliteit van dit RIVM-onderzoek en werden initiatieven genomen tot beter onderzoek. Een televisiereportage van Zembla bracht deze twijfel aan het licht en leidde tot veel discussie over gevaren van kunstgras, met name voor jonge kinderen. Naar aanleiding van de twijfel over de gezondheidsaspecten maakten honderden voetbalclubs met kunstgrasvelden zich zorgen over de mogelijke gezondheidsrisico’s. Ten minste 82 clubs en sommige overheden namen concrete maatregelen om het voetballen op kunstgras te beperken. Ook vervolgonderzoek door het RIVM kreeg veel kritiek, via Zembla, en van hoogleraren. Als reactie op de kritiek gaf het ministerie Infrastructuur en Milieu in 2016 opdracht aan het RIVM om een voorstel voor risicobeheersing van potentieel te hoge PAK-gehaltes op te stellen. Een restrictie is sinds augustus 2022 van kracht in de EU en omvat een limietwaarde aan PAK’s en markeringsplicht voor granulaat voor sport- en speelterreinen.

### Beperkte levensduur
Kunstgrasmatten gaan circa tien jaar mee, afhankelijk van de mate van gebruik en onderhoud. Kunstgrasmatten kunnen in principe grotendeels worden gerecycleerd, maar niet volledig.

## Voorzorgsmaatregelen en handhaving
De sportvelden moeten om veiligheidsredenen worden afgeschermd waardoor de toegang beperkt wordt. Zeker kinderen moeten ervoor zorgen dat ze de korrels niet in hun mond en aan hun handen krijgen, en moeten na het sporten douchen en hun sportkleding uitwassen.
De rubberkorrels - die zink, minerale olie, PAK's en kobalt bevatten - geraken makkelijk ook buiten de sportvelden. In 2019 werd gemeente Enschede als beheerder van kunstgrasvelden in haar gemeente veroordeeld tot een boete wegens het niet voorkomen van de verspreiding van korrels. In 2020 heeft een actiegroep nog eens tien Nederlandse gemeenten verzocht om handhaving vanwege de zorgplicht van de gemeenten.